# Brady Lake, Ohio
Brady Lake là một làng thuộc quận Portage, tiểu bang Ohio, Hoa Kỳ. Năm 2010, dân số của làng này là 464 người.

## Dân số
- Dân số năm 2000: 513 người.
- Dân số năm 2010: 464 người.